# Russell Allen
Russell Allen, född 19 juli 1971 i Long Beach, Kalifornien, är sångare i det amerikanska symfoniprogmetal-bandet Symphony X. Han släppte 2005 soloalbumet Atomic Soul och har tillsammans med sångaren Jørn Lande givit ut albumen The Battle (2005), The Revenge (2007) och The Showdown (2010). Han har även sjungit i Ayreon och Star One. Allen blev sångare i Adrenaline Mob från 2011.

## Diskografi (urval)
Solo
- 2005 – Russell Allen's Atomic Soul

Med Symphony X
- 1995 – The Damnation Game
- 1997 – The Divine Wings of Tragedy
- 1998 – Twilight in Olympus
- 2000 – V: The New Mythology Suite
- 2001 – Live on the Edge of Forever (livealbum)
- 2002 – The Odyssey
- 2007 – Paradise Lost
- 2011 – Iconoclast
- 2015 – Underworld

Med Star One
- 2002 – Space Metal
- 2003 – Live on Earth (livealbum)
- 2010 – Victims of the Modern Age
- 2022 – Revel in Time

Med Allen-Lande
- 2005 – The Battle
- 2007 – The Revenge
- 2010 – The Showdown
- 2014 – The Great Divide

Med Adrenaline Mob
- 2011 – Adrenaline Mob (EP)
- 2012 – Omertá
- 2013 – Covertá (EP)
- 2014 – Men of Honor
- 2015 – Dearly Departed (EP)
- 2017 – We the People

Med Level 10
- 2015 – Chapter One

Med Allen-Olzon
- 2020 – Worlds Apart
- 2022 – Army of Dreamers